# 獅司大
獅司大 （日语：／ Shishi Masaru；1997年1月16日—），本名塞爾希·索科洛夫斯基（羅馬化：Serhii Sokolovskyi），烏克蘭梅利托波爾出身的大相撲力士，現時屬雷部屋（早期屬入間川部屋）。他是第一位烏克蘭籍的日本大相撲力士。
他在2020年1月初登土俵，於2023年7月晉陞十兩，並於2024年11月九州場所晉陞前頭，成為第一位烏克蘭幕內力士，亦與來自文尼察的安青錦新大同為目前僅有的兩位烏克蘭關取大相撲力士。